# Критский бык

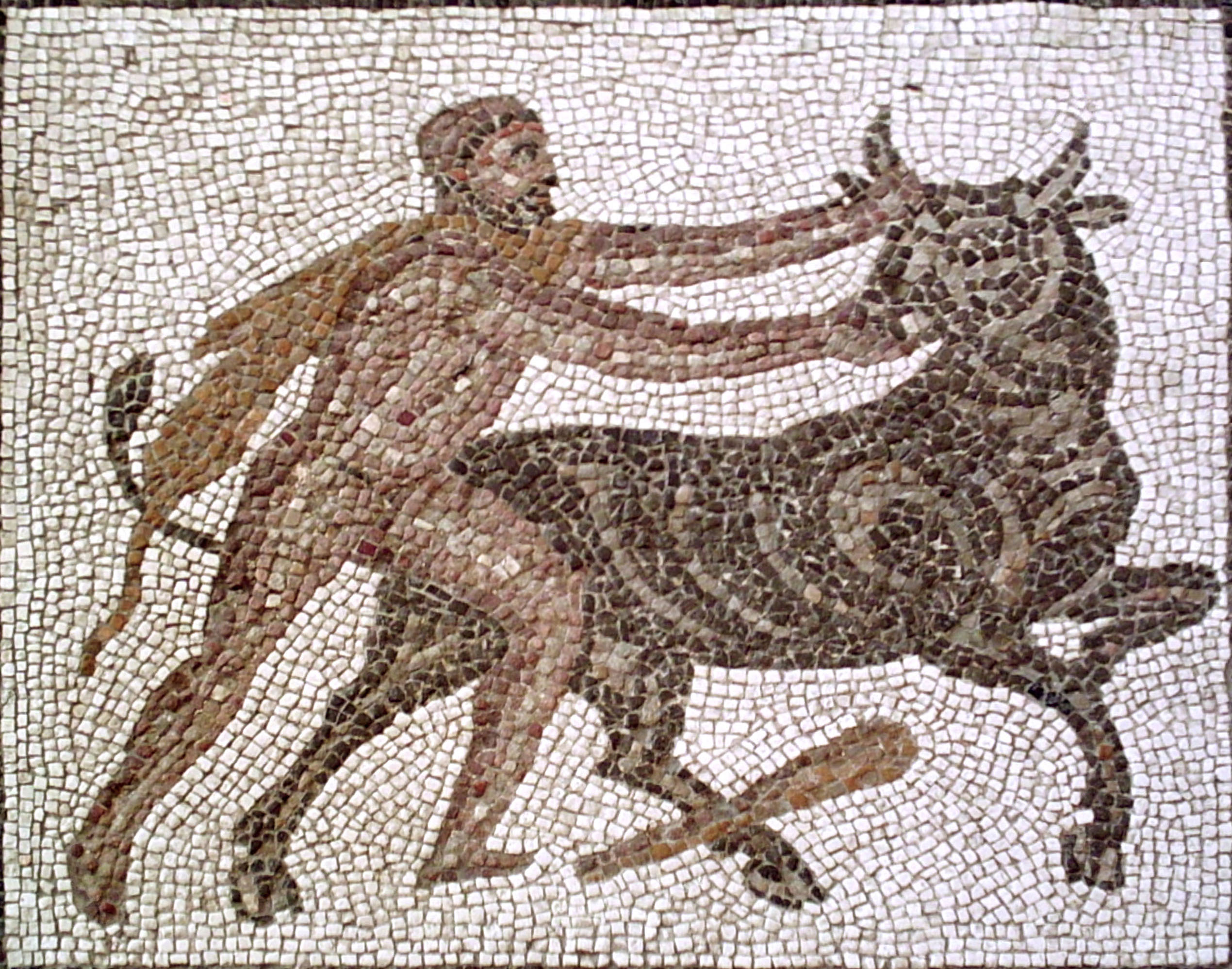

Критский бык (позднее Марафонский бык) — в древнегреческой мифологии бык критского царя Миноса. По Акусилаю и Еврипиду, этот бык перевёз Европу для Зевса (обычно считается, что Зевс сам стал быком).
По другому рассказу, бык был послан на землю Посейдоном. Быка следовало принести в жертву одному из языческих богов, но Миносу стало жаль такого хорошего быка, и он принёс в жертву Посейдону быка из обычного стада. По Акусилаю, с этим быком возлежала Пасифая и родила Минотавра. Морской бог прогневался на Миноса и наслал на быка, вышедшего из моря, безумие, после чего животное носилось по всему острову, уничтожая всё на своём пути. Опустошал область по реке Тефрину. По другому рассказу, Минос совершал жертвоприношение Зевсу, Зевс послал ему быка невиданной белизны.
По истолкованию, Тавр (то есть «Бык») — это герой из Кносса, который воевал с Тиром и похитил оттуда множество девушек, в том числе царскую дочь Европу. Либо это юноша, которого полюбила Пасифая и родила от него Минотавра.

## Седьмой подвиг Геракла
Микенский царь Эврисфей велел Гераклу привести критского быка в Микены. Герой с согласия Миноса изловил животное, сел к нему на спину и переплыл на чудесном быке море с Крита на Пелопоннес, доставив Эврисфею. Совершив этот подвиг, Геракл учредил Олимпийские игры в долине Алфея. Выпущенное на свободу чудесное животное, обуреваемое бешенством, понеслось через весь Пелопоннес, пока не достигло Аттики.

## Подвиг Тесея
Когда бык был выпущен на равнину Аргоса, он бежал в область Марафона, где убил Андрогея.
Позднее бык был убит Тесеем по поручению Эгея. Либо схвачен Тесеем, приведён в Афины, где Эгей принёс его в жертву богине, либо Тесей захватил его живым и принёс в жертву Аполлону-Дельфинию. Эта победа героя была описана в трагедии Софокла «Эгей».
Помещён среди созвездий.